# Carlo Marenco
Pour les articles homonymes, voir Marenco.
Carlo Marenco, né Carlo Giovanni Battista Marenco à Cassolnovo le 1er mai 1800 et mort à Savone le 11 mai 1846, est un dramaturge italien, auteur de comédies et de tragédies.

## Biographie
Carlo Giovanni Battista Marenco est né à Cassolnovo le 1er mai 1800. Sa famille est originaire de Ceva.
Encore enfant, il rentre avec sa famille à Ceva où il est inscrit à dix ans au collège local, puis à dix-huit ans il obtient une laurea de droit à l'université de Turin.
Après ses études, il rentre de nouveau à Ceva où, incertain sur ses choix professionnels, il se plonge dans l'étude d'auteurs de tragédies comme Alfieri, Shakespeare, Manzoni, Friedrich Schiller, Goethe, Foscolo, et finit par entreprendre une carrière d'écrivain.
En 1826, il épouse Luisa Cantatore Del Pasco, une dame de Mondovi, issue d'une famille d'origine sicilienne, avec laquelle il aura quatorze enfants (dont seuls neuf survécurent) dont Leopoldo, qui suivra les pas de son père.
Carlo Marenco a été maire de Ceva, et la ville a donné son nom au théâtre civique et à l'artère principale du centre historique.
Carlo Marenco a collaboré avec deux journaux piémontais de tendance libérale Il Subalpino et Letture di Famiglia et a collaboré à titre gracieux avec le collège de Ceva.
Ses activités et sa production littéraire lui ont permis d'être membre honoraire et sociétaire dans des sociétés littéraires parmi lesquelles, en 1836 à l'Accademia Filodrammatica di Torino et en 1841 à l'Imperiale e Reale Accademia di Scienze, Lettere ed Arti della Valle Tibertina.
En 1843 il est nommé conseiller à l'intendance générale de Savone: où il s'est transféré pendant trois ans, jusqu'à sa mort provoquée par le typhus le 20 septembre 1846.
Les tragédies de Carlo Marenco étaient appréciées par Alessandro Manzoni, Niccolò Tommaseo et Silvio Pellico, ainsi que par des érudits français comme Alexandre Dumas, Eugène Scribe et Victor Hugo.
La période la plus florissante de sa production littéraire se situe entre 1828 et 1842, néanmoins certaines de ses œuvres publiées à titre posthume ont été rédigées auparavant.
Une grande partie de ses œuvres ont été mises en scène par la Reale Compagnia Sarda au Teatro Carignano de Turin.
La première œuvre mise en scène est Bondelmonte e gli Amidei en 1828.
Carlo Marenco a aussi des poésies et des essais publiés dans le recueil Tragedie inedite par Giovanni Prati.

### Récompenses
- Ordre civil de Savoie : mars 1837

Croix de l'Ordre Civil de Savoie

## Œuvres

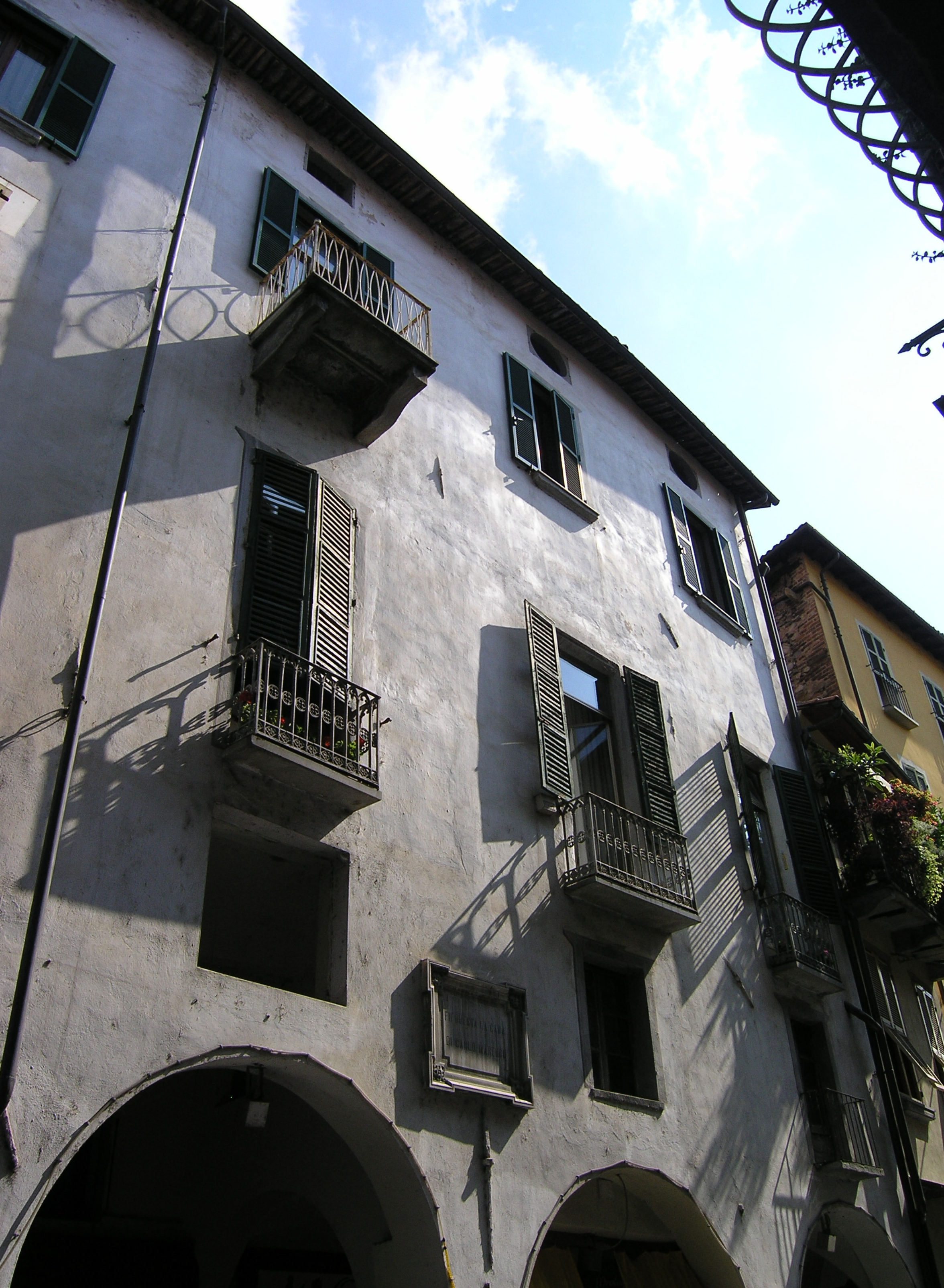
Maison de Carlo Marenco à Ceva.

- Corso Donati, (1830) ;
- Ezzelino III, (1832) ;
- Il Conte Ugolino, (1833) ;
- Arnaldo da Brescia, (1834) ;
- La Famiglia Foscari, (1834) ;
- Adelisa, (1835) ;
- Manfredi, (1836) ;
- La Pia dei Tolomei, (1836) ;
- Giovanna I di Napoli, (1838 ;
- Berengario Augusto, (1839) ;
- Arrigo di Svevia, (1841) ;
- La guerra dei baroni, (1841) ;